# فیلم کامنت
فیلم کامنت (انگلیسی: Film Comment) مجلهٔ فرهنگی-هنری آمریکایی‌ست که سال ۱۹۶۲ تأسیس شد و اکنون توسط انجمن فیلم مرکز لینکلن به صورت دوماه‌نامه منتشر می‌شود. حوزهٔ فعالیت فیلم کامنت شامل سینمای جریان اصلی، سینمای هنری و سینمای آوانگارد است.